# آشکار شده
آشکار شده (انگلیسی: Fremde Haut) یک فیلم در ژانر درام محصول کشور آلمان و استرالیا است که در سال ۲۰۰۵ منتشر شد. از بازیگران آن می‌توان به یاسمین طباطبایی، نوید اخوان، و گئورگ فریدریش اشاره کرد.